# Oreophrynella quelchii
Oreophrynella quelchii es una especie de anfibios de la familia Bufonidae.
Se encuentra en Brasil, Guyana y Venezuela. Su hábitat natural incluye zonas de arbustos tropicales o subtropicales a gran altitud y áreas rocosas.